# Sojasun
Sojasun (código UCI: SOJ) fue un equipo ciclista profesional francés de categoría Profesional Continental que compitió en carreras del Circuito Continental y en las carreras del UCI WorldTour a las que era invitado.
Fue creado y dirigido por el exciclista Stéphane Heulot para la temporada en 2009 bajo el nombre de Besson Chaussures-Sojasun y registrado en la categoría continental. Ascendió a profesional continental en 2010 bajo el nombre de Saur-Sojasun. En 2013 el Grupo Saur se desvinculó de equipo y Sojasun (una empresa que se especializada en la producción de alimentos a base de soja) asumió la mayor parte del presupuesto pero solo por ese año. Al no encontrar Heulot, un segundo patrocinador para 2014, el equipo desapareció a final de año.

## Historia

### 2009
Fue creado en 2009 como equipo Continental, tercer escalón de equipos profesionales. La plantilla de 13 corredores estaba integrada solo por ciclistas franceses, varios de ellos provenientes del Crédit Agricole (desaparecido en 2008) como Jean-Marc Marino, Yannick Talabardon, Jimmy Engoulvent y Julien Simon. A éstos se sumó la llegada de Jimmy Casper desde el Agritubel.
Lograron veintidós victorias en el año, excepto una etapa del Circuito Montanés, todas fueron en Francia. Algunas de importancia como una etapa del Critérium Internacional lograda por Casper y otra etapa en los Cuatro Días de Dunkerque ganada por Engoulvent. Casper también ganó la Copa de Francia de Ciclismo y finalizó tercero en el UCI Europe Tour.

### 2010
En 2010 amplió la plantilla a 19 corredores y llegaron Jérôme Coppel desde la Française des Jeux y Jonathan Hivert del Skil-Shimano. Consiguió reunir los requisitos para ser equipo Profesional Continental lo que le daba acceso a poder correr el Tour de Francia aunque finalmente no fue invitado a la ronda gala. De las carreras de máximo nivel fue invitado al resto de carreras francesas: París-Niza, París-Roubaix, Dauphiné Libéré y Gran Premio de Plouay, aunque no lograron victorias. Los resultados más destacados fueron la quinta posición en la clasificación individual de Jérôme Coppel en la Dauphiné Libéré y la tercera posición en la primera etapa de la París-Niza de Jérémie Galland. En el circuito continental europeo tuvo mayor participación fuera de fronteras y logró triunfos en la Vuelta a Bélgica, Tour de Luxemburgo y la Vuelta a Portugal.
Veintisiete victorias a lo largo de la temporada lo posicionaron en el 2.º lugar del UCI Europe Tour

### 2011
En 2011 el Saur-Sojasun estuvo compuesto por 23 corredores, llegando para reforzar la plantilla Ludovic Turpin del Ag2r y Arnaud Coyot del Caisse d'Epargne. Recibió la invitación para el Tour de Francia y varios ciclistas se destacaron por su participación en las escapadas. Yannick Talabardon fue reconocido como el más combativo de la 7.ª etapa mientras que el jefe de filas del equipo Jérôme Coppel, ocupó el 13.eɽ lugar en la general.
En el resto de la temporada, logró 17 victorias y fue 4.º en el UCI Europe Tour. Julien Simon fue el mejor en la clasificación individual finalizando en la 27.ª posición, mientras que Jimmy Casper con 6 victorias fue el corredor con más triunfos.
Tras la suspensión de Alberto Contador en febrero de 2012 por dos años con carácter retroactivo, Jérôme Coppel, clasificado inicialmente segundo en la última etapa y en la clasificación general de la Vuelta a Murcia tras el ciclista español, fue declarado ganador de las dos carreras, con lo que en total el equipo acumuló 19 victorias esa temporada.

### 2012
Luego de tres temporadas, Jimmy Casper dejó el equipo para unirse al Ag2r La Mondiale. Con el objetivo de obtener una nueva invitación para el Tour de Francia, se produjo la llegada del escalador Brice Feillu, ganador de etapa en el Tour de Francia 2009, y el trabajo se basó en torno al líder Jérôme Coppel.
La formación Saur-Sojasun comenzó la temporada 2012 ganando Coppel la Estrella de Bessèges. En marzo, Julien Simon le dio al equipo su primer éxito en el UCI WorldTour al ganar 2 etapas de la Vuelta a Cataluña. Una tercera victoria llegaría en el Tour de Romandía por intermedio de Jonathan Hivert.
Por segundo año consecutivo, el equipo recibió la invitación para el Tour de Francia, pero Coppel no llegó en las mismas condiciones que en 2011 y no pudo repetir su actuación.
Con un total de 17 victorias en la temporada, el Saur-Sojasun ganó el UCI Europe Tour y Julien Simon en el 6.º lugar fue el mejor en la clasificación individual. A pesar de los buenos resultados, el grupo Saur decidió no renovar su patrocinio y Stéphane Heulot anunció que buscaría un nuevo patrocinador. Después de varios meses de búsqueda infructuosa, anunció que el equipo sólo sería patrocinado por Sojasun para la temporada 2013.

### 2013
En 2013 se marchó del equipo Jérôme Coppel y llegó el lituano Evaldas Šiškevicius, primer corredor extranjero en la historia del equipo. Nuevamente en el comienzo de la temporada lograron la victoria en la Estrella de Bessèges, esta vez por intermedio de Jonathan Hivert. El propio Hivert pocos días después ganó dos etapas de la Vuelta a Andalucía, lo que llevó a que él y el equipo lideraran el UCI Europe Tour. Ya en junio Jimmy Engoulvent el prólogo del Tour de Luxemburgo.
Por tercer año consecutivo fue invitado al Tour de Francia, pero ya con un futuro en penumbras para el equipo. Heulot se encontraba en la búsqueda de un segundo patrocinador, ya que Sojasun advirtió que en 2014 no podrían sostener el presupuesto de 6 millones de euros. Si bien hubo contactos con empresas que llevaron a pensar que podía ser viable la continuidad del equipo, el acuerdo no se hizo efectivo y a finales de septiembre se anunció que el equipo desaparecía en 2014.

## Corredor mejor clasificado en las Grandes Vueltas
| Año  | Giro de Italia | Tour de Francia        | Vuelta a España |
| ---- | -------------- | ---------------------- | --------------- |
| 2009 | -              | -                      | -               |
| 2010 | -              | -                      | -               |
| 2011 | -              | 13.º Jérôme Coppel     | -               |
| 2012 | -              | 21.º Jérôme Coppel     | -               |
| 2013 | -              | 46.º Alexis Vuillermoz | -               |

## Material ciclista
El equipo utilizó bicicletas EXS (2009), Definitive Gitane (2010), Time (2011-2012) y BH (2013).

## Sede
El equipo tiene su sede en Noyal-Châtillon-sur-Seiche (4, rue Pierre Marzin 35230).

## Clasificaciones UCI
A partir de 2005 la UCI instauró los Circuitos Continentales UCI, donde el equipo está desde que se creó en 2009, registrado dentro del UCI Europe Tour. Estando en las clasificaciones del UCI Europe Tour Ranking y UCI Asia Tour Ranking. Las clasificaciones del equipo y de su ciclista más destacado son las siguientes:
| Temporada               | Clasificación por equipos | Mejor corredor en la clasificación individual | Posición |
| 2008-2009 (Europe Tour) | 8.º                       | Jimmy Casper                                  | 3.º      |
| 2009-2010 (Europe Tour) | 2.º                       | Jérôme Coppel                                 | 14.º     |
| 2009-2010 (Asia Tour)   | 57.º                      | Jimmy Casper                                  | 297.º    |
| 2010-2011 (Europe Tour) | 4.º                       | Julien Simon                                  | 27.º     |
| 2011-2012 (Europe Tour) | 1.º                       | Julien Simon                                  | 6.º      |
| 2012-2013 (Europe Tour) | 9.º                       | Jonathan Hivert                               | 8.º      |

Tras discrepancias entre la UCI y los organizadores de las Grandes Vueltas, en 2009 se tuvo que refundar el UCI ProTour en una nueva estructura llamada UCI World Ranking, formada por carreras del UCI World Calendar; y a partir del año 2011 uniéndose en la denominación común del UCI WorldTour. El equipo ascendió a categoría Profesional Continental por ello tuvo derecho a entrar en ese ranking por adherirse al pasaporte biológico en ese primer año.
| Año  | Clasificación por equipos | Mejor corredor en la clasificación individual | Posición |
| 2010 | 27.º                      | Jérôme Coppel                                 | 78.º     |

## Palmarés
Para años anteriores, véase Palmarés del Sojasun

### Palmarés 2013

#### Circuitos Continentales UCI
| Fechas        | Circuito                  | Carreras                             | Ganador          |
| 3 de febrero  | UCI Europe Tour 2012-2013 | Estrella de Bessèges                 | Jonathan Hivert  |
| 18 de febrero | UCI Europe Tour 2012-2013 | 1.ª etapa de la Vuelta a Andalucía   | Jonathan Hivert  |
| 18 de febrero | UCI Europe Tour 2012-2013 | 2.ª etapa de la Vuelta a Andalucía   | Jonathan Hivert  |
| 12 de junio   | UCI Europe Tour 2012-2013 | Prólogo del Tour de Luxemburgo (CRI) | Jimmy Engoulvent |
| 14 de agosto  | UCI Europe Tour 2012-2013 | 6.ª etapa de la Vuelta a Portugal    | Maxime Daniel    |

## Plantilla
Para años anteriores, véase Plantillas del Sojasun

### Plantilla 2013
| Nombre              | Nacimiento  | Nacionalidad | Equipo 2012              |
| Maxime Daniel       | 05/06/1991/ | Francia      | Saur-Sojasun (stagiaire) |
| Anthony Delaplace   | 11/09/1989  | Francia      | Saur-Sojasun             |
| Julien El Fares     | 01/06/1985  | Francia      | Team Type 1-Sanofi       |
| Jimmy Engoulvent    | 07/12/1979  | Francia      | Saur-Sojasun             |
| Brice Feillu        | 26/07/1985  | Francia      | Saur-Sojasun             |
| Jérémie Galland     | 08/04/1983  | Francia      | Saur-Sojasun             |
| Jonathan Hivert     | 23/03/1985  | Francia      | Saur-Sojasun             |
| Fabrice Jeandesboz  | 04/12/1984  | Francia      | Saur-Sojasun             |
| Christophe Laborie  | 05/08/1986  | Francia      | Saur-Sojasun             |
| David Le Lay        | 30/12/1979  | Francia      | Saur-Sojasun             |
| Cyril Lemoine       | 03/03/1983  | Francia      | Saur-Sojasun             |
| Jean Marc Marino    | 15/08/1983  | Francia      | Saur-Sojasun             |
| Rony Martias        | 04.08.1980  | Francia      | Saur-Sojasun             |
| Maxime Mederel      | 19/09/1980  | Francia      | Saur-Sojasun             |
| Jean-Lou Paiani     | 23/12/1988  | Francia      | Saur-Sojasun             |
| Rémi Pauriol        | 04/04/1982  | Francia      | FDJ-Big Mat              |
| Paul Poux           | 09/07/1984  | Francia      | Saur-Sojasun             |
| Fabien Schmidt      | 23/03/1989  | Francia      | Roubaix-Lille Métropole  |
| Julien Simon        | 04/10/1985  | Francia      | Saur-Sojasun             |
| Evaldas Šiškevicius | 30/12/1988  | Lituania     | La Pomme Marseille       |
| Yannick Talabardon  | 06/07/1981  | Francia      | Saur-Sojasun             |
| Etienne Tortelier   | 14/04/1990  | Francia      | Saur-Sojasun             |
| Alexis Vuillermoz   | 01/06/1988/ | Francia      | Saur-Sojasun (stagiaire) |

Stagiaires

Desde el 1 de agosto, los siguientes corredores pasaron a formar parte del equipo como stagiaires (aprendices a prueba).
| Corredor         | Nacimiento | Nacionalidad | Equipo 2013 |
| ---------------- | ---------- | ------------ | ----------- |
| Julien Guay      | 09/10/1986 | Francia      |             |
| Guillaume Martin | 09/06/1993 | Francia      |             |
| Maxime Renault   | 02/01/1990 | Francia      |             |